# Fenwick-Linde
Pour les articles homonymes, voir Fenwick.
Fenwick-Linde est une entreprise française spécialisée dans la conception, la fabrication et la commercialisation de produits et services de logistique interne et notamment de manutention. 
Elle est principalement connue pour ses chariots élévateurs. Le nom "Fenwick" est couramment utilisé pour tous les types de chariots élévateurs quelle que soit leur marque : il s'agit d'un cas d'antonomase du nom propre. 
Fenwick-Linde a été créée en 1985 par le rachat l'année précédente de la branche Fenwick Manutention par le groupe allemand Linde. Fenwick-Linde appartient depuis 2006 au groupe Kion et est la filiale française du groupe allemand Linde Material Handling.

## Historique

### Origines (fin duXIXesiècle)
L’entreprise Fenwick est une société familiale créée à Paris en 1862 par Noël Fenwick, chef d’entreprise d’origine écossaise et qui obtient la nationalité française quelques années plus tard. 
Elle est initialement spécialisée dans l’import-export : Noël Fenwick distribue des articles parisiens vers les pays anglo-saxons puis importe des produits étrangers comme des fraiseuses ou des produits abrasifs, à partir des années 1860-1880.

### Emergence de la manutention en Europe (1902-1920)
En parallèle, l’activité de manutention prend son essor aux Etats-Unis à la fin du XIXe siècle puis en Europe au début du XXe siècle, lorsque les premiers palans à chaînes sont importés et révolutionnent les usines. 
Fenwick signe en 1902 un partenariat avec la société américaine Yale and Towne, spécialisée dans les palans à chaînes, dont elle commercialise les produits. Fenwick importe les premiers palans en 1904, puis les premiers palans électriques en 1912.
En 1917, Fenwick ouvre un atelier à Saint-Ouen et y monte des chariots de manutention à partir de pièces importées des Etats-Unis. En 1923, un premier chariot est livré à Citroën.

### Le développement des chariots (1920-1945)
En 1927, Fenwick produit un premier chariot élévateur entièrement fabriqué à partir de pièces françaises : le KF 200. Les premiers modèles de chariots apparaissent dans différents secteurs de l’industrie et de la distribution.
Les chariots électriques Fenwick trouvent différents usages : à partir de 1925, ils transportent des visiteurs pour la foire de Paris. En 1932, le KF 202 est utilisé lors du réaménagement du département des sculptures du musée du Louvre, permettant de déplacer les œuvres en évitant les risques d’altération. 
Durant la seconde guerre mondiale, Fenwick s’associe à Citroën pour pallier la pénurie de carburant en installant des moteurs électriques de chariots de manutention sur les véhicules utilitaires Citroën, les TUB. Renommé l’URBEL, ce modèle est adapté pour servir d’ambulance et peut transporter jusqu’à six blessés. La ville de Paris les utilise jusqu’en 1944.

### Accélération des besoins de manutention (1946-1984)
Durant les Trente Glorieuses, la société Fenwick profite du plan Marshall et de la reconstruction ainsi que de l’essor économique des secteurs industriel et agroalimentaire pour étendre son activité manutention. Une nouvelle gamme est lancée à la fin de la guerre, la gamme King dont les chariots les plus populaires sont les KF 301 et KF 302.
En 1954, Fenwick prend le contrôle des établissements Bauche basés au Chesnay et spécialisés dans la fabrication des tracteurs industriels.
En 1960, la société Fenwick se scinde en trois entités distinctes. La S.A. Fenwick-Manutention, en plein essor, détient trois centres de production : l’usine de Saint-Ouen, l’usine du Chesnay et l’usine de Saint-Julien-les-Villas.
En 1970, la société Fenwick rachète la société Bléreau-Peg à Versailles qui a inventé le premier engin de manutention automoteur. Il s’agit du premier chariot élévateur électrique de dimensions extrêmement réduites : le « Peg  ou PEG : Petit Elévateur Gerbeur », œuvre de Jacques Cordes, ingénieur-conseil au sein de la Société Bléreau, réalisé avec la collaboration d’une équipe de recherches. Cette solution avait été développée pour la Société Nationale des Chemins de Fer Français en 1953, répondant au besoin d’un engin léger pour charger et décharger, capable de rentrer dans les wagons, de soulever au moins une tonne et de transporter, assis, le conducteur de l’engin.
En 1980, Fenwick Manutention lance les chariots Zoom et Proton, conçus de manière standardisée, qui améliorent la sécurité et le confort du cariste.

### Création de Fenwick-Linde et modernisation (1985-2004)
En 1984, le groupe allemand Linde, spécialisé dans le domaine de la manutention, rachète Fenwick Manutention. Fenwick-Linde est créée en 1985.
Les années 1990 sont notamment l’occasion pour l’entreprise de moderniser ses activités, de créer de nouveaux services et de refondre son réseau national. 
En 1995, la société inaugure son siège à Elancourt, qui abrite également un centre de logistique et un centre de formation technique.

### Depuis les années 2000: diversification des services et numérisation
Au cours des années 2000, Fenwick diversifie son activité avec la gestion de parcs de chariots et le lancement de nouveaux produits comme le T20-T24 SP qui connaît un succès important (Janus de l’Industrie 2005). 
En 2006 est créé le groupe Kion, qui reprend toutes les activités de production de manutention du groupe Linde (et notamment les marques Still, Fenwick, OM Pimespo et Linde Material Handling).  
En 2009, le système de management de Fenwick-Linde est mis en cause dans le documentaire de Jean-Robert Vialley intitulé La Mise à mort du travail.
En 2010, Fenwick lance un chariot à pile à combustible, sans émission carbone. Les technologies font leur apparition dans les chariots : géolocalisation, contrôle à distance, chariots robotisés à partir de 2015,,,,. 
Fenwick lance également un système de sécurité sur ses chariots qui permet de réduire les risques pour les caristes au cours des manœuvres, et favorise les chariots électriques plutôt que thermiques,. 
Les chariots grande hauteur pour allées étroites peuvent désormais atteindre 18 mètres de haut.

## Activités
Fenwick-Linde fabrique, vend et loue des chariots de manutention industrielle, transpalettes et porte-conteneurs pour déplacer, charger, transporter, stocker, approvisionner et préparer des commandes.
Fenwick-Linde commercialise environ 80 modèles de chariots : transpalettes, chariots frontaux électriques, chariots frontaux thermiques, chariots de transfert, chariots de stockage comme les gerbeurs, gros tonnage, préparateurs de commandes, chariots de grande hauteur, chariots robotisés (véhicules à guidage automatique)…
Au-delà des chariots élévateurs, l'entreprise propose des équipements industriels, des rayonnages ainsi que des services liés à ces produits, comme le financement et l'assurance, la maintenance, la location, la vente d'occasion ou encore les formations pour devenir cariste.
Ces produits et services s’adressent à cinq grands secteurs d’activité (vente au détail, distribution, transport et logistique, industrie, agroalimentaire). 
Fenwick-Linde Opérations, filiale de Fenwick-Linde conçoit, développe et fabrique à Cenon-Sur-Vienne les chariots de magasinage.

## Implantations
Fenwick-Linde dispose fin 2018, en France de 80 établissements (DROM-COM inclus). Les activités sont réparties entre son siège, ses usines et son réseau.

### Siège
Inauguré en 1995, le siège social de Fenwick-Linde est situé à Elancourt, dans la communauté d’agglomération de Saint-Quentin-en-Yvelines. Le bâtiment regroupe le siège social de l’entreprise, une école de formation technique, un showroom permettant de recevoir les clients, ainsi que le centre logistique "URBAN" qui assure la gestion des pièces de rechange en France.
L’édifice sur pilotis a été élaboré par les architectes Patrick Colombier et Danièle Damon et a reçu en 1995 le prix AMO (architecture et maitrise d’ouvrage).

### Usines du groupe

#### Cenon-sur-Vienne, France
Le site de Cenon-sur-Vienne est un des sites historiques de Fenwick-Linde. Site de conception et de fabrication de chariots de magasinage, il fait référence pour la fabrication de transpalettes, gerbeurs et préparateurs de commandes. Il abrite aussi un centre de recherche et développement.
Le site emploie 600 salariés sur une surface de  30 000 m2. 

#### Aschaffenburg, Allemagne
Il s’agit d’une usine de 113 000 m2, spécialisée dans la construction des chariots hydrostatiques diesel, GPL et GNV, de 1,4 à 8 tonnes, et des chariots électriques de 1 à 8 tonnes. 

#### Reutlingen, Allemagne
Il s’agit d’une usine de production des chariots bi et tridirectionnels de 600 kg à 1,5 tonne et des préparateurs de commandes moyenne et grande hauteur de 1 à 1,2 tonne (jusqu’à 18 mètres).

#### Stribro, République tchèque
Il s’agit d’une usine de production des chariots à mât rétractable de 1 à 2,5 tonnes.

#### Xiamen, Chine
Il s’agit d’une usine de production de chariots diesel & gaz de 1,2 à 18 tonnes, de chariots électriques de 2 à 5 tonnes et de chariots de magasinage destinés aux zones Asie et Pacifique.

#### Luzzara, Italie
Il s’agit d’une usine de production d’une des séries de gerbeurs de 1 à 1,2 tonne.

### Réseau
Les activités commerciales de Fenwick-Linde sont organisées en 80 agences et concessions en France métropolitaine et France d'outre-mer. 1250 techniciens sont chargés de la maintenance des chariots et autres équipements industriels.

## Culture et responsabilité d'entreprise
Au niveau environnemental, Fenwick-Linde utilise certaines nouvelles énergies comme le gaz naturel pour véhicules, la batterie lithium ion et la pile à hydrogène. Elle conçoit des chariots recyclables à 99%, et la part des déchets liés à la maintenance et à l’entretien valorisés est de 83%.
Fenwick-Linde est partenaire des Restos du cœur depuis 2014 et finance 30 000 repas par an.

## Gouvernance
Les dirigeants de Fenwick-Linde depuis sa création sont :
- Jérôme Wencker (2009- aujourd’hui)[5]
- Christophe Lautray (2004 – 2009) et Ulrich Jochem (2004 – 2007)[19],[20]
- Jürgen Baumann (1985 – 2004)

En 2019, le comité de direction est composé de : 
- Isabelle Cherrier Directrice des Ressources Humaines
- Jean-Marc Avanzini Directeur Performance & Support Business
- Olivier Cain Vice-Président Finance
- Marc Saunier Directeur Après-Vente
- Christian Sauzin Directeur Marketing
- Jérôme Wencker Directeur Commercial

Depuis 2022, l'équipe des chefs de produit est composée de :
- Tasleem Mowlah Chef de produit frontaux électriques et thermiques[21]